# Elixir

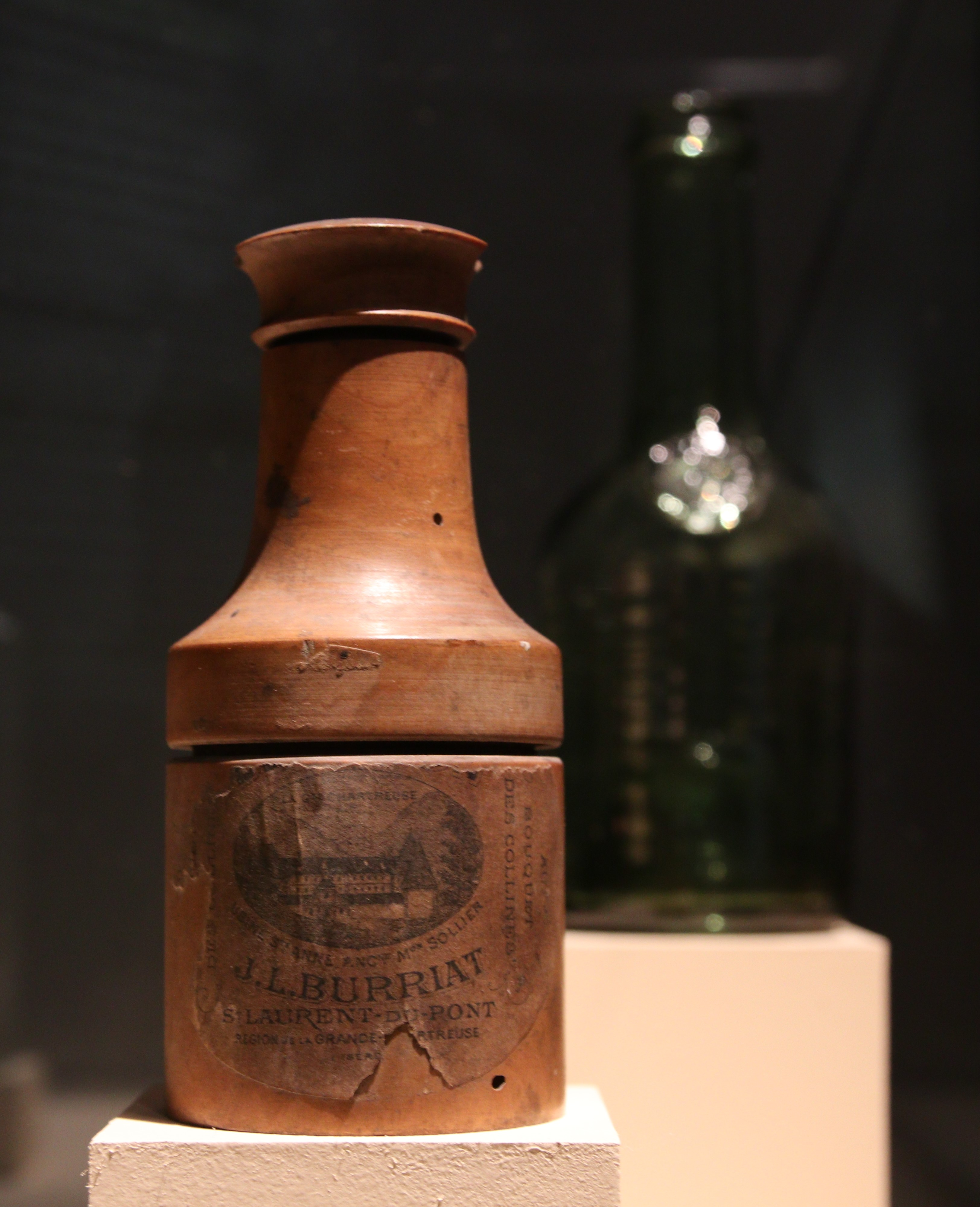
Elixir

Um elixir (do árabe الإكسير ou Al-Ikseer) é um preparado farmacêutico com um ingrediente ativo (propriedades como a da morfina) que é dissolvido numa solução que contenha alguma porcentagem de álcool etílico. Deve ser ingerido por via oral. São açucarados ou glicerinados, contendo substâncias aromáticas e as bases medicamentosas.
O elixir apareceu primeiramente em épocas em alto grau ancestrais, e no período medieval se popularizou. Existem distintos tipos de elixir, destinados: para curar a vista, melhorar a circulação sanguínea, curar enfermidades e outras doenças do período. Em alguns casos eram utilizados até mesmo para questões mais fantasiosas, místicas e alegóricas. Hoje em dia, ainda existem alguns tipos de elixir, sempre voltados para formulações químicas, cosméticos e medicamento. Um tipo que é visto atualmente com mais frequência são os elixires que ativam o crescimento do cabelo e barba para pessoas que estão com queda de cabelo patológica ou apresentam poucos fios na região supracitadas. 